# Poliaenus sparsus
Poliaenus sparsus là một loài bọ cánh cứng trong họ Cerambycidae.